# Васильев, Илларион Романович
Илларио́н Рома́нович Васи́льев (5 ноября 1910 — 6 октября 1969) — один из 28 героев-панфиловцев, стрелок 4-й роты 2-го батальона 1075-го стрелкового полка 316-й стрелковой дивизии 16-й армии Западного фронта, Герой Советского Союза.

## Биография
Родился 5 ноября 1910 году в селе Мунгат (находилось на территории современного Крапивинского района Кемеровской области, упразднено в 2019 году) в крестьянской семье. Русский.
После окончания начальной школы работал в сапожной артели и в совхозе. В 1941 году был призван в Красную Армию.
16 ноября 1941 года у разъезда Дубосеково Волоколамского района Московской области Илларион Васильев в составе группы истребителей танков участвовал в отражении многочисленных атак противника, во время которых было уничтожено 18 вражеских танков. Это сражение вошло историю, как подвиг 28 героев-панфиловцев. В этом бою Илларион Васильев был тяжело ранен и доставлен местными жителями в медсанбат.
Указом Президиума Верховного Совета СССР «О присвоении звания Героя Советского Союза начальствующему и рядовому составу Красной Армии» от 21 июля 1942 года за «образцовое выполнение боевых заданий командования на фронте борьбы с немецкими захватчиками и проявленные при этом отвагу и геройство» удостоен звания Героя Советского Союза с вручением ордена Ленина и медали «Золотая Звезда».
Член ВКП(б)/КПСС с 1942 года.
В 1943 году старший сержант Васильев был демобилизован по состоянию здоровья. После войны до 1963 года жил в селе Коксу Талды-Курганской области, затем переехал в город Кемерово.
Умер 6 октября 1969 года в городе Кемерово. Похоронен на городском кладбище «Центральное-1».

### О бое у разъезда Дубосеково
Из стенограммы беседы с И. Р. Васильевым, записанной в госпитале в Москве от 22 декабря 1942 года:

16-го числа часов в 6 утра немец стал бомбить наш правый и левый фланги, и нам доставалось порядочно. Самолётов 35 нас бомбило.
После воздушной бомбардировки колонна автоматчиков из д. Красиково вышла… Потом сержант Добробабин, помкомвзвода был, свистнул. Мы по автоматчикам огонь открыли… Это было часов в 7 утра… Автоматчиков мы отбили… Уничтожили человек под 80.
После этой атаки политрук Клочков подобрался к нашим окопам, стал разговаривать. Поздоровался с нами. «Как выдержали схватку?» — «Ничего, выдержали.» Говорит: «Движутся танки, придётся ещё схватку терпеть нам здесь… Танков много идёт, но нас больше. 20 штук танков, не попадёт на каждого брата по танку.»
Мы все обучались в истребительном батальоне. Ужаса сами себе не придавали такого, чтобы сразу в панику удариться. Мы в окопах сидели. «Ничего, — говорит политрук, — сумеем отбить атаку танков: отступать некуда, позади Москва.»
Приняли бой с этими танками. С правого фланга били из противотанкового ружья, а у нас не было… Начали выскакивать из окопов и под танки связки гранат подбрасывать… На экипажи бросали бутылки с горючим. Что там рвалось, не знаю, только здоровые взрывы были в танках… Мне пришлось два танка подорвать тяжёлых. Мы эту атаку отбили, 15 танков уничтожили. Танков 5 отступили в обратную сторону в деревню Жданово… В первом бою на моём левом фланге потерь не было.
Политрук Клочков заметил, что движется вторая партия танков, и говорит: «Товарищи, наверное, помирать нам здесь придётся во славу родины. Пусть родина узнает, как мы дерёмся, как мы защищаем Москву. Москва — сзади, отступать нам некуда.» … Когда приблизилась вторая партия танков, Клочков выскочил из окопа с гранатами. Бойцы за ним… В этой последней атаке я два танка подорвал — тяжёлый и лёгкий. Танки горели. Потом под третий танк я подобрался… с левой стороны. С правой стороны Пётр Сингербаев — казах — подбежал к этому танку… Под пятым танком меня ранило. Получил три осколочных ранения и контузию. Меня направили в Павлов Посад в госпиталь. Когда меня привезли, я уже разговаривать стал, я спросил, где был. Мне говорят, что ты был в санбате, был в дивизионном госпитале, а сейчас на эвакуации. Там меня мало продержали, на эвакуацию отправили.

## Награды, звания
- Герой Советского Союза (21 июля 1942) — за образцовое выполнение боевых заданий Командования на фронте борьбы с немецкими захватчиками и проявленные при этом отвагу и геройство.
- Орден Ленина (21 июля 1942) — за образцовое выполнение боевых заданий Командования на фронте борьбы с немецкими захватчиками и проявленные при этом отвагу и геройство.

## Память
В 1966 году в Москве в честь панфиловцев была названа улица в районе Северное Тушино, где установлен монумент. В их честь в 1975 году также был сооружен мемориал в Дубосеково.
В деревне Нелидово (1,5 км от разъезда Дубосеково), установлен памятник и открыт Музей героев-панфиловцев.
В городе Алма-Ата, родном для панфиловцев, есть парк имени 28 гвардейцев-панфиловцев, в котором расположен монумент в их честь.
Упоминание о 28 «самых храбрых сынах» Москвы вошло также в песню «Дорогая моя столица», ныне являющуюся гимном Москвы.
Именем Иллариона Васильева были названы улица в Кемерово и школа в селе Плотниково Промышленновского района Кемеровской области.

«Мемориал Героям Панфиловцам» у разъезда Дубосеково.
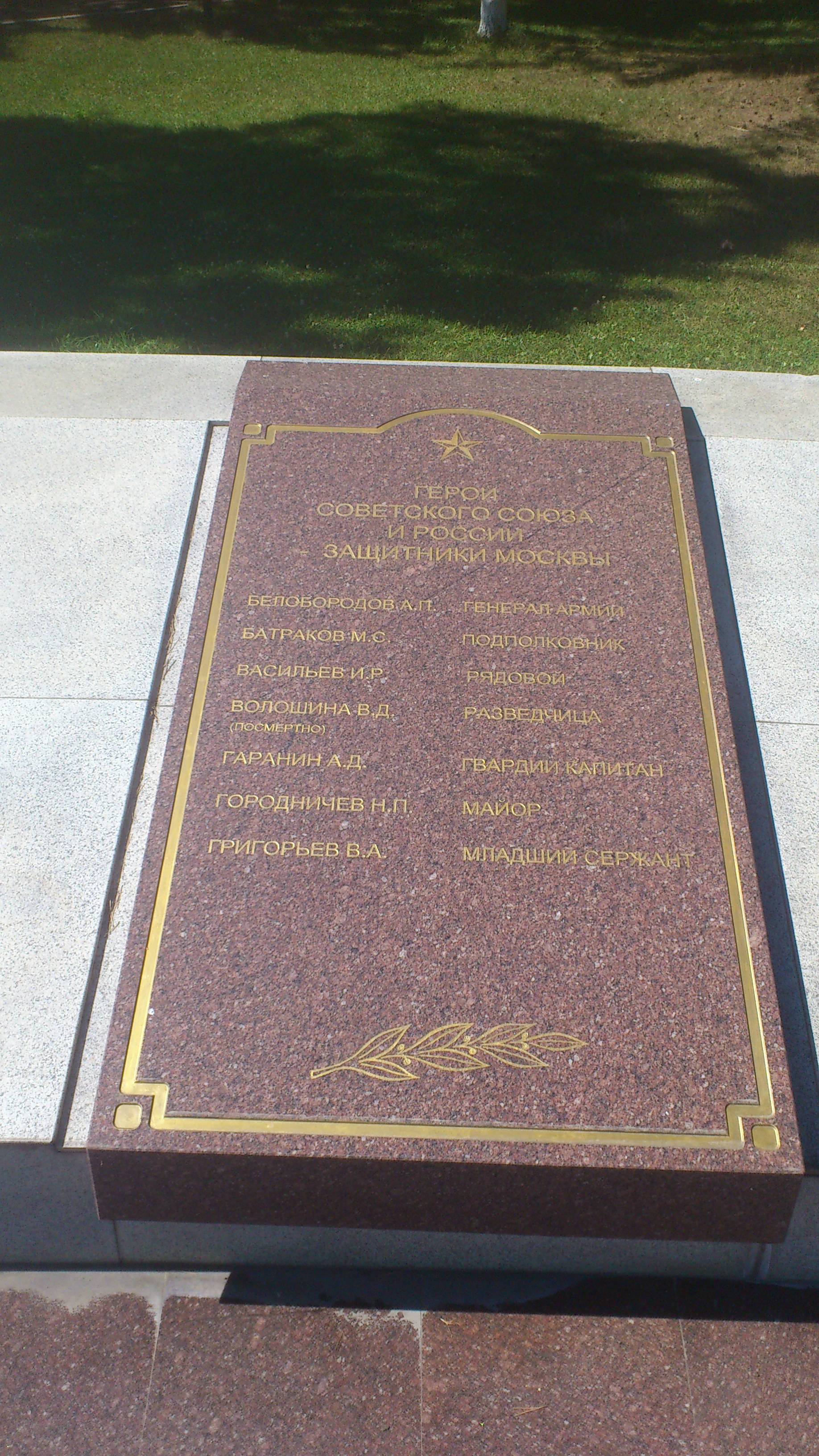
Имя И. Р. Васильева высечено на плите мемориального комплекса «Воинам-сибирякам».
Мемориальный комплекс «Воинам-сибирякам», Ленино-Снегирёвский военно-исторический музей.